# 10659 Sauerland
A 10659 Sauerland (ideiglenes jelöléssel 3266 T-1) a Naprendszer kisbolygóövében található aszteroida. Cornelis Johannes van Houten,  Ingrid van Houten-Groeneveld és Tom Gehrels fedezte fel 1971. március 26-án.